# En natt i Köpenhamn (film)
En natt i Köpenhamn (danska: Skal vi vædde en million?) är en dansk romantisk komedifilm från 1932 i regi av George Schnéevoigt. I huvudrollerna ses Frederik Jensen, Marguerite Viby, Hans W. Petersen, Hans Kurt och Lili Lani. 

## Rollista i urval
- Frederik Jensen - generalkonsul Godtfred Winterfeldt
- Marguerite Viby - balettflickan Aurora
- Hans Kurt - Jørgen Winterfeldt
- Lili Lani - Elly Martin
- Hans W. Petersen - kompositör J. Jansøe
- Mathilde Nielsen - frk. Mortensen

## Musik i filmen i urval
- "Titte til hinanden", musik Kai Normann Andersen, text Børge og Arvid Müller, sång Marguerite Viby & Hans W. Petersen.